# Почесні громадяни Гайворона
Нижче наведений список осіб, яким присвоєне звання «Почесний громадянин міста Гайворона».

## Почесні громадяни
1. Баланівський Степан Миколайович (1921).
2. Жидельов Микола Федорович (1929—2003) — графік і живописець.
3. Жук Олександр Васильович (1938) — лікар-отоларинголог Гайворонської ЦРЛ, депутат міської ради.
4. Заболотний Петро Михайлович (1897—1976) — заслужений ветеринарний лікар України, організатор ветеринарної служби в районі.
5. Завальнюк Віктор Микитович (1921) — заслужений учитель України.
6. Мальков Микола Іванович (1952) — генерал-лейтенант, кандидат військових наук, академік.
7. Недолівко Микола Миколайович (1895—1969) — заслужений лікар України; засновник і головний лікар залізничної лікарні.
8. Ніколайчук Олексій Несторович (1899—1984) — заслужений учитель України.